# Збій
Збій — самоусувна відмова або одноразова відмова, яку незначним втручанням усуває оператор.
Відрізняльною ознакою збою є те, що відновлення працездатного стану об'єкта може бути забезпечено без ремонту, наприклад, шляхом впливу оператора на органи управління, усуненням обриву нитки, магнітної стрічки тощо, корекцією заготовки.
Характерним прикладом збою служить зупинка ЕОМ, що усувається повторним пуском програми з місця зупинки або повним перезапуском (перезавантаженням) системи спочатку.
Існують впливи, які викликають тимчасову відмову, яка зникає після зникнення причин, що її спричинили. Такі тимчасові або самоусувні відмови також іменуються збоями. Наприклад, збій може з'явитися в електронній системі в результаті завад (наприклад, в телевізорі чи системі мобільного зв'язку) чи несанкційованого втручання у роботу електронно-обчислювальних машин (комп'ютерів), автоматизованих систем, комп'ютерних мереж чи мереж електрозв'язку.
Основні причини виникнення збоїв — неякісне паяння, брязкіт контактів, ненадійний контакт в роз'ємах, внутрішні дефекти елементів пристроїв, а також зовнішні чинники. Найефктивніші засоби попередження збоїв — удосконалення технології виготовлення та складання техніки, побудова раціональних конструкцій пристроїв з підвищеною завадостійкістю, нейтралізація збоїв спеціальними схемами і прийомами (резервування, застосування коригувальних кодів, оптимізація режимів роботи та своєчасні профілактика та підналагодження обладнання).